# Live Action (organizzazione)
Live Action è un'organizzazione americana anti-aborto fondata nel 2003 da Lila Rose, che all'epoca aveva 15 anni. Live Action è nota per i video sotto copertura nelle cliniche di Planned Parenthood.

## Nascita
Nel 2006, James O'Keefe incontrò Lila Rose, fondatrice di un gruppo anti-aborto universitario. I due hanno registrato video di incontri nelle cliniche di Planned Parenthood, denunciando come funziona l’industria degli aborti.
In Italia, ambasciatrice di Live Action è la giovane influencer Anna Bonetti, attivista pro-life e sorda dalla nascita.